# Chiesa di San Biagio (Avio)
La chiesa di San Biagio è la parrocchiale di Borghetto sull'Adige, frazione di Avio in Trentino. Fa parte della zona pastorale della Vallagarina e risale al XVI secolo.

## Storia

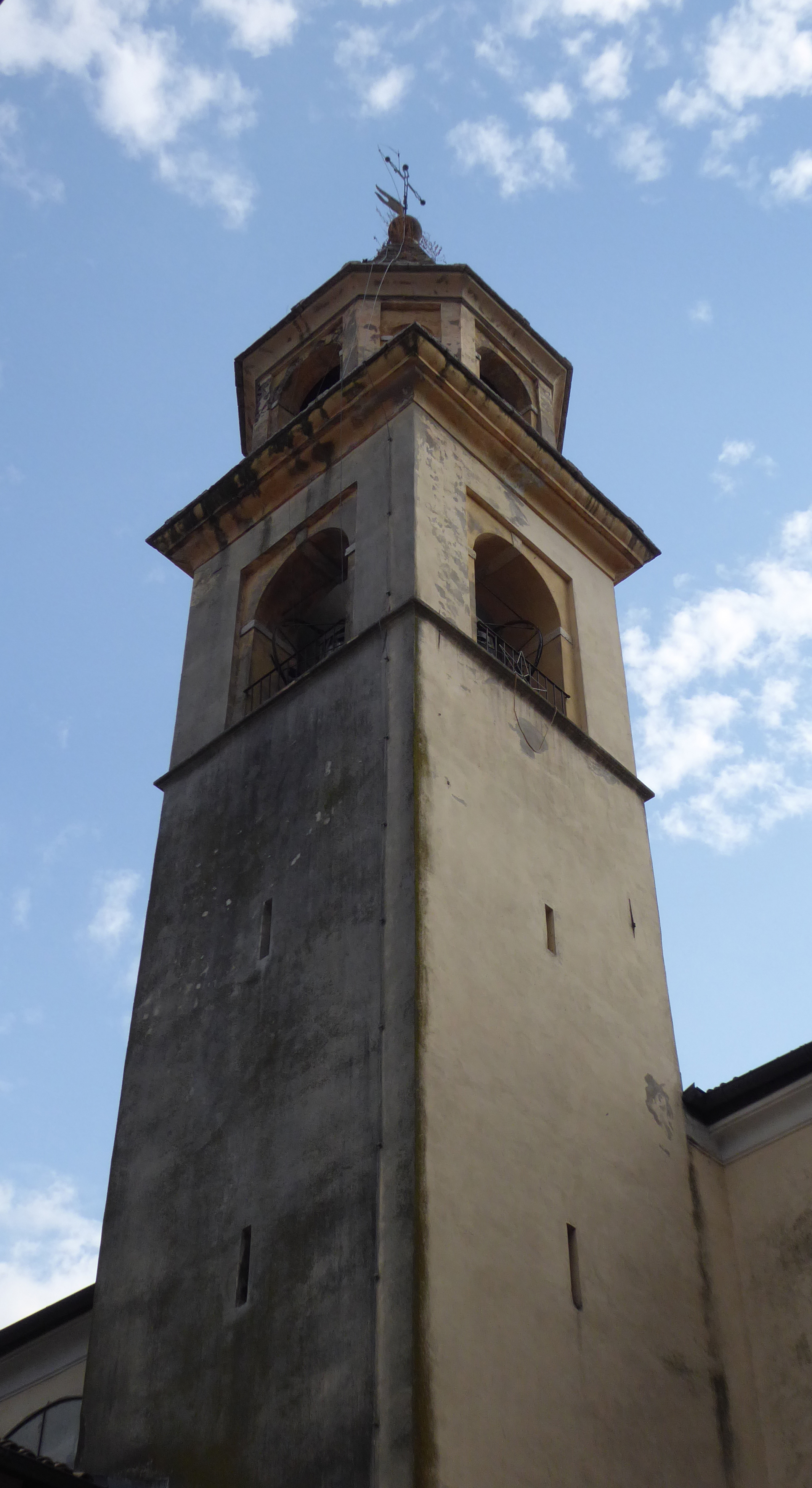
Campanile

La primitiva chiesa di San Biagio fu eretta all'inizio del XVI secolo poiché nella documentazione relativa alla visita pastorale del 1538 tale edificio venne ricordato come già presente anche se ancora non consacrato. La sua benedizione venne impartita nel 1541. Divenne chiesa rettoria della pieve di Avio nel 1658.
A partire dalla prima metà del XVIII secolo l'edificio primitivo cominciò ad essere considerato non più sufficiente alle necessità dei fedeli e i lavori per il nuovo tempio iniziarono nel 1742. La riedificazione venne completata nel 1750, e in tale data anche l'impianto decorativo costituito da dipinti e stucchi fu ultimato. La benedizione avvenne nel 1745, quando il cantiere era ancora aperto, e la solenne consacrazione venne celebrata nel 1762.
Verso la fine del XIX secolo fu necessario riparare la copertura della torre campanaria danneggiata in modo grave da un fulmine poi, nei primi decenni del secolo successivo e sino al 1921 l'edificio venne restaurato in modo completo dalle pavimentazioni alle coperture, e vennero rifatte parte delle decorazioni pittoriche da Vittorio Manzoni. Con l'occasione vennero consolidate anche le decorazioni a stucco.
Venne elevata a dignità di chiesa parrocchiale nel 1914. Negli anni sessanta e settanta venne realizzato l'adeguamento liturgico che comportò, oltre alle modifiche nella zona presbiteriale, il rifacimento della pavimentazione. Gli ultimi interventi a fine conservativo si sono conclusi nel 2004.

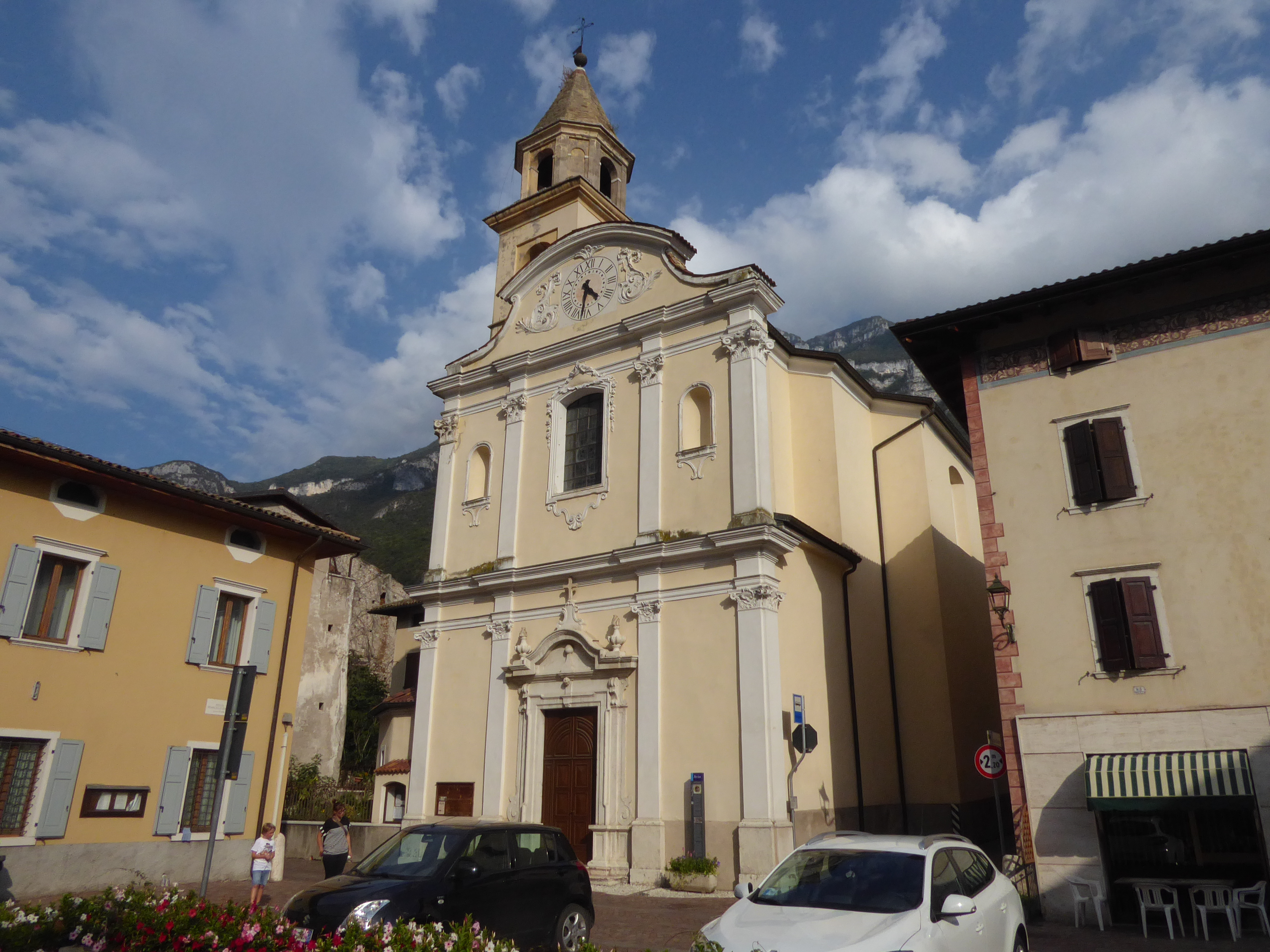
Chiesa di San Biagio nell'abitato di Borghetto sull'Adige

## Descrizione

### Esterni
La chiesa si trova nell'abitato di Borghetto sull'Adige e mostra orientamento verso est. La facciata è in stile barocco e si presenta suddivisa in due ordini, con un elegante ed elaborato portale al quale corrisponde, nell'ordine superiore, un'ampia finestra che porta luce alla sala. Nel fastigio c'è l'orologio. La torre campanaria si alza in posizione arretrata sulla sinistra. La cella campanaria si apre con quattro finestre a monofora ed è sovrastata dal tamburo e dalla copertura a forma di piramide a base ottagonale.

### Interni
L'interno ha una navata unica suddivisa in due campate. Sull'altare laterale a sinistra si trova la pala che raffigura i Santi Luigi e Francesco, opera di J. Antonio Pellegrini. La decorazione degli interni è attribuita a Vittorio Manzoni. L'organo a canne è stato costruito da Livio Tornaghi di Monza nel XIX secolo.